# Pal·ladosilicur
El pal·ladosilicur és un mineral de la classe dels elements natius. Rep el nom per la seva composició.

## Característiques
El pal·ladosilicur és un silicur de fórmula química Pd₂Si. Va ser aprovada com a espècie vàlida per l'Associació Mineralògica Internacional l'any 2013. Cristal·litza en el sistema hexagonal.
Segons la classificació de Nickel-Strunz, el pal·ladosilicur pertany a «01.BB - Silicurs» juntament amb els següents minerals: zangboïta, suessita, mavlyanovita, perryita, fersilicita, naquita, ferdisilicita, linzhiïta, luobusaïta, gupeiïta, hapkeïta i xifengita.
L'exemplar que va servir per a determinar l'espècie, el que es coneix com a material tipus, es troba conservat a les col·leccions mineralògiques del Museu Canadenc de la Natura, al Quebec (Canadà), amb el número de catàleg: 86891.

## Formació i jaciments
Va ser descoberta a la intrusió de Kapalagulu, a la regió de Kigoma (Tanzània), on es troba en forma de grans d'entre 0,7 i 39,1 mm de diàmetre, associada a cromita. També ha estat descrita a l'escull UG-2, al districte municipal de Bojanala Platinum (Sud-àfrica). Aquests dos indrets són els únics de tot el planeta on ha estat descrita aquesta espècie mineral.